# Hansenium stebbingi
Hansenium stebbingi is een pissebed uit de familie Stenetriidae. De wetenschappelijke naam van de soort is voor het eerst geldig gepubliceerd in 1902 door Richardson.